# Primeira Essência
Primeira Essência é uma banda brasileira de pop rock cristão, formada no Rio de Janeiro em 1997 e ativa até 2000.

## História
O Primeira Essência foi formado em 1997. O baterista Wagner Carvalho e o baixista Rogério dy Castro eram integrantes da banda Rebanhão e, depois de deixar o grupo, formaram uma nova banda. Ao longo de teve três anos de atividade, o Primeira Essência lançou dois álbuns. O primeiro foi Palavra de Deus, de 1998. Por meio do projeto, o grupo recebeu duas indicações ao Troféu Talento nas categorias Melhor Banda e Melhor Videoclipe, vencendo nesta última. A música "Essência", que faz parte do álbum, foi eleita a melhor música do Canta Rio 99.
O segundo e último trabalho foi lançado pela gravadora MK Music, intitulado Por Você. Após isto, os integrantes dos grupos tomaram rumos distintos. O vocalista Davi Fernandes seguiu carreira solo, Wagner Derek e Wagner Carvalho seguiram carreira como produtores musicais e Rogério dy Castro seguiu gravando com outros músicos.
Após um período de hiato, a Primeira Essência retorna com a formação original quase completa, apenas com a mudança do vocalista Davi Fernandes, que segue em carreira solo. Para assumir os vocais, a banda escolheu o talentoso Fábio Guimarães, da banda de rock cristão Fort Enna da Graça Music,que fez 3 releituras de sucessos da banda.
Em 2025 quem assume os vocais é o cantor Homerson Barreto,ex vocalista da banda Canal e também teve uma carreira solo pela Editora Central Gospel.
Para celebrar o retorno, a Banda Primeira Essência conta ainda com a gravação de três canções no formato Live in Studio, onde a banda vai apresentar 3 músicas do primeiro disco, Palavra de Deus, gravadas ao vivo no Rio Mar, no Rio de Janeiro. Para deixar mais vivo ainda o projeto, algumas canções inéditas já estão sendo preparadas para lançamento ainda em 2024 e 2025, incluindo alguns feats com cantores conceituados do meio.

## Discografia
- 1998: Palavra de Deus
- 2000: Por Você